# Pargali Ibrahim

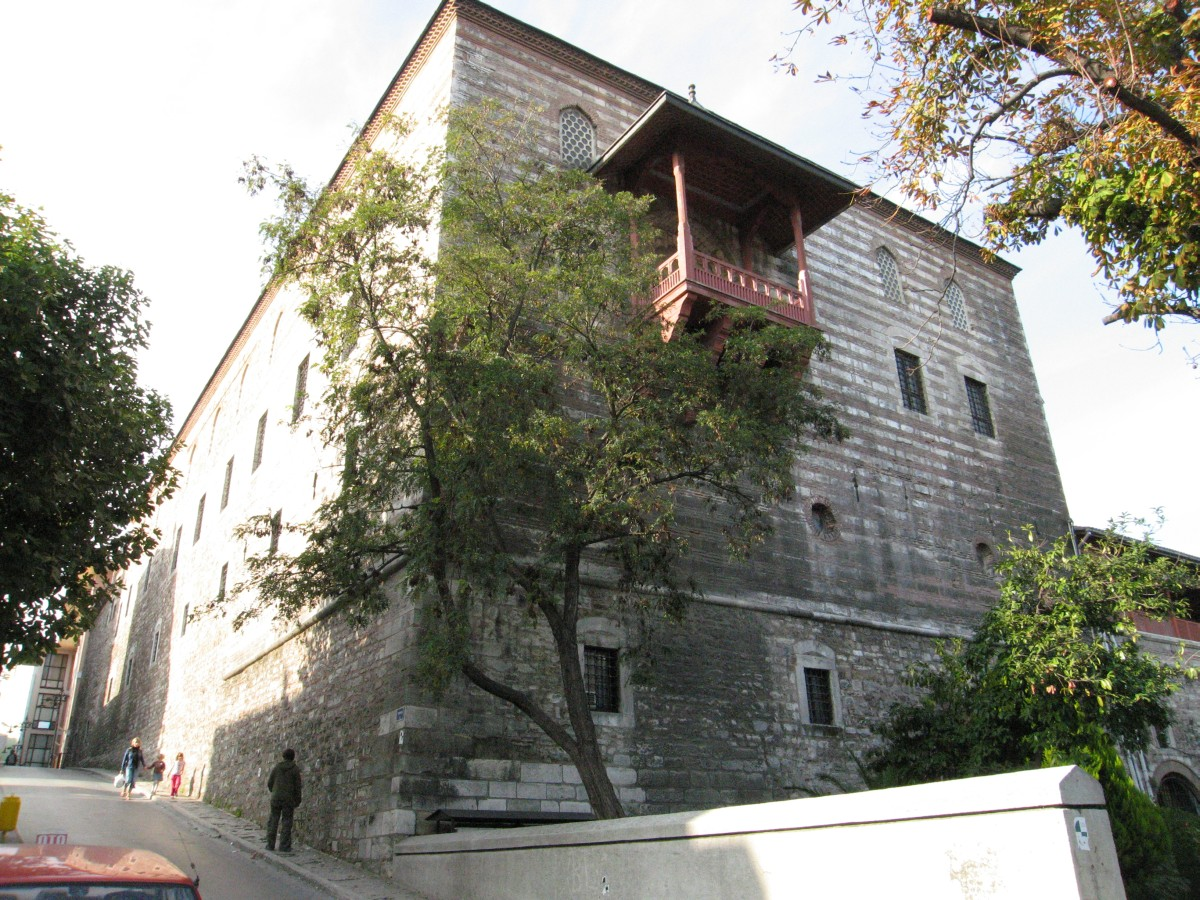
Ibrahim nagyvezír múzeummá alakított háza Isztambulban

Pargali Ibrahim, törökül Pargali Damat Ibrahim Paşa (Párga, 1493 – Konstantinápoly, 1536. március 15.) oszmán nagyvezír I. Szulejmán uralkodása alatt, 1523 és 1536 között. A szultán sógora lett, miután feleségül vette annak húgát, az özvegy Hatidzsét. Ragadványneve életében Makbul (kegyenc), halála után pedig Maktul (áldozat) volt.
A Velencei Köztársaság uralma alatti görög Párga faluban született, ortodox keresztény családban, apja halász volt. Gyermekként kalózok elrabolták, majd rabszolgaként nevelkedett a török Manisa tartományban. Itt ismerkedett meg a vele egykorú Szulejmánnal, aki akkor a tartomány kormányzója, azaz szandzsákbégje volt. A két fiatal között az idő múlásával szoros barátság szövődött, Ibrahim pedig, amellett, hogy muszlim tanítók oktatásában részesült, nagy tapasztalatra tett szert mind a jogtudomány, mind pedig a harcászat terén, ezenkívül számos tudományágban lett járatos, már ifjúkorában több nyelven is beszélt.
Amikor az új uralkodó trónra lépett, barátja és bizalmasa is egyre feljebb jutott a hatalmi hierarchiában, először az uralkodó solymásza, majd lakosztályának őre, végül pedig nagyvezíre lett. Szulejmán uralkodása idején számos hódító hadjáratának volt a főparancsnoka, jelentős szerepet játszott Rodosz és Belgrád bevételében, valamint Mohácsnál a magyarok felett aratott török diadalban. Ő volt az oszmán sereg fővezére Kőszeg ostrománál. Tizenhárom éves nagyvezírsége alatt gazdagságra és jelentős befolyásra tett szert, amit a korabeli Oszmán Birodalomban nem mindenki nézett jó szemmel.
Külpolitikájában nagyszerűen hasznosította görög származásából eredő erényeit, neki köszönhetően az Oszmán Birodalom jó diplomáciai kapcsolatokat ápolt a velenceiekkel és a franciákkal is. Az 1520-as évek közepére hatalma már már a szultánéval vetekedett, bizalmasával és kegyencével, Alvise Grittivel a török Porta teljhatalmú uraivá váltak. A belpolitikában játszott szerepe sem elhanyagolható, Szulejmán szinte minden teendőt rá bízott, Ibrahim pedig fontos államügyekben tárgyalt a nevében. Hozzá köthető a Topkapı palota teljes átépíttetése, ezenkívül élénk érdeklődést mutatott az európai művészet, így a festőművészet, költészet, szobrászat iránt is.
Végül halálát is felemelkedése okozta, kegyvesztettségéhez a hozzá hasonlóan rabszolgaként Konstantinápolyba hurcolt, majd szintén jelentős politikai befolyásra szert tevő Hürrem szultánával való, vérre menő versengése vezetett.

## Élete
A görögországi Párgában született keresztény családban. Etnikai hovatartozása nem ismert, feltételezések szerint albán, görög származású lehetett, sőt szóba került az olasz (genovai) eredet is. Az apja halász volt. Hatéves korában elrabolták a kalózok, és elszakították szüleitől, majd eladták rabszolgának. I. Szelim udvarában nevelkedett, iszlám nevelésben részesült, komoly tanulmányokat folytatott, nyelveket tanult, és műveltséget szerzett. Ugyanabban a palotában élt, ahol az oszmán hercegek, így Ibrahim összebarátkozott a vele azonos korú trónörökössel. Szulejmán bizalmasa lett, olyannyira, hogy ugyanabban a lakosztályban nőttek fel, csak egy folyosó választotta el a szobáikat egymástól, de sokszor még ugyanabban az ágyban is aludtak. Szulejmán 1520. szeptember 30-ai trónra lépése után – a birodalom történetébe az „oszmánok aranykoraként” bevonuló uralkodása elején – Ibrahim sok fontos pozíciót kapott, és a fiatal szultán első főembere lett. Előbb a hárem fehér eunuchjainak, azután a szultáni magánkamarának, később a solymászoknak a vezetője, végül pedig a szultán legfőbb tanácsadója és nagyvezíre lett. Számos diplomáciai találkozón és a politikában is hasznosította megszerzett tudását, nem egy esetben a magyarországi háborúkról is személyesen döntött. Szulejmán támogatta őt, segítette az előrejutását, olyannyira, hogy Ibrahim arra kérte, ne támogassa őt annyira, mivel félt, hogy felkelti a többi vezír féltékenységét, akik hasonlóan magas pozíciókat szerettek volna elérni. Ezt megelégelve Szulejmán megesküdött, hogy uralkodása alatt nem ítéli halálra. Ibrahim hercegi rangot és városi helytartói címet, majd szeraszkeri kinevezést kapott.

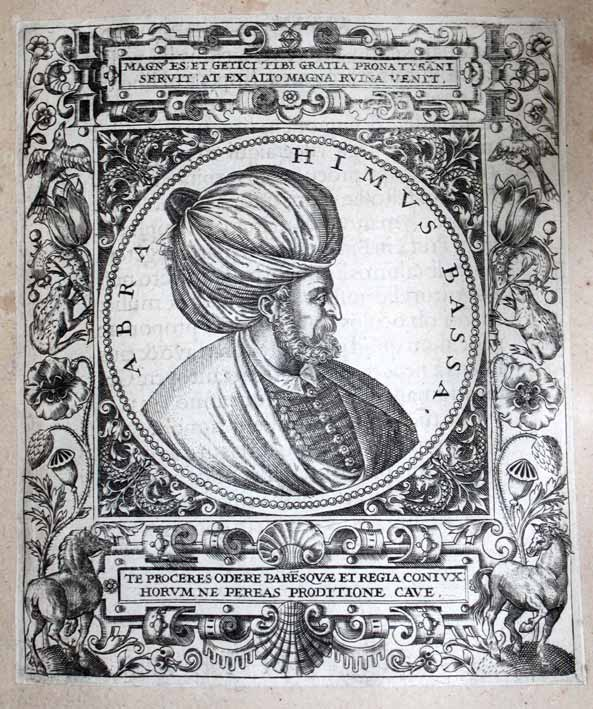
Pargali Ibrahim pasa török nagyvezír arcképe, metszet Jean-Jacques Boissard Vitae et icones Sultanorum Turcicorum című, Frankfurtban, 1597-ben megjelent művéből

Bár Ibrahim muszlimmá lett, ragaszkodott keresztény gyökereihez, annak ellenére is, hogy szülei, akik szintén áttértek, vele együtt éltek a török fővárosban. Apja az iszlámban a Juszuf nevet kapta, később Epirusz kormányzója lett.
1521-ben Ibrahim részt vett Nándorfehérvár (Belgrád) elfoglalásában, majd az 1522-es egyiptomi expedícióban. Feladata a közrend biztosítása volt, megkapta az egyiptomi beglerbég címet. Számos reformot hajtott végre Egyiptomban. Abban az évben részt vett Szulejmánnal Rodosz elfoglalásában. Miután 1524-ben Hain Ahmed pasa Egyiptom kormányzójaként magát szultánnak kiáltotta ki, őt jelölték ki, hogy verje le a lázadást. Ibrahim, bár a felkelés elnyomása után érkezett Alexandriába, megújította a polgári és a katonai igazgatási rendszert, kihirdette a Kánunnámét, azaz az új törvényeket.
Ugyanabban az évben feleségül vette a szultán Hatidzse nevű lánytestvérét, bár történészek szerint a hivatalos menyegző sohasem jött létre és Pargali 1523-ban egy Muszine nevű nőt vett feleségül. A szultán húgával való frigyet valószínűleg politikai ambíciók táplálhatták csak, míg Muszine Hatunnal szeretők maradtak. Piri Mehmed Cselebi pasát, a török nagyvezírt az ő parancsára mérgezték meg és állították félre az útból.
Palotája, amely az egykori Konstantinápolyi Hippodrom közelében volt, ma történelmi múzeum. Pargali művelt és finom ember volt, kedvelte a zenét és a művészeteket. Kiváló diplomataként európai államokkal épített ki kapcsolatokat, neki köszönhető a Franciaország és az Oszmán Birodalom közötti hosszú időn át tartó jó viszony. I. Ferenc francia király mindenekelőtt Spanyolország és a Habsburgok ellen akarta megnyerni a törökök támogatását. Ibrahim ezt követően, haláláig az oszmán államvezetés élén állt, ezalatt nyugati uralkodók követei igyekeztek elnyerni a kegyeit, ő döntött számos ország jövőjét meghatározó kérdésekben.

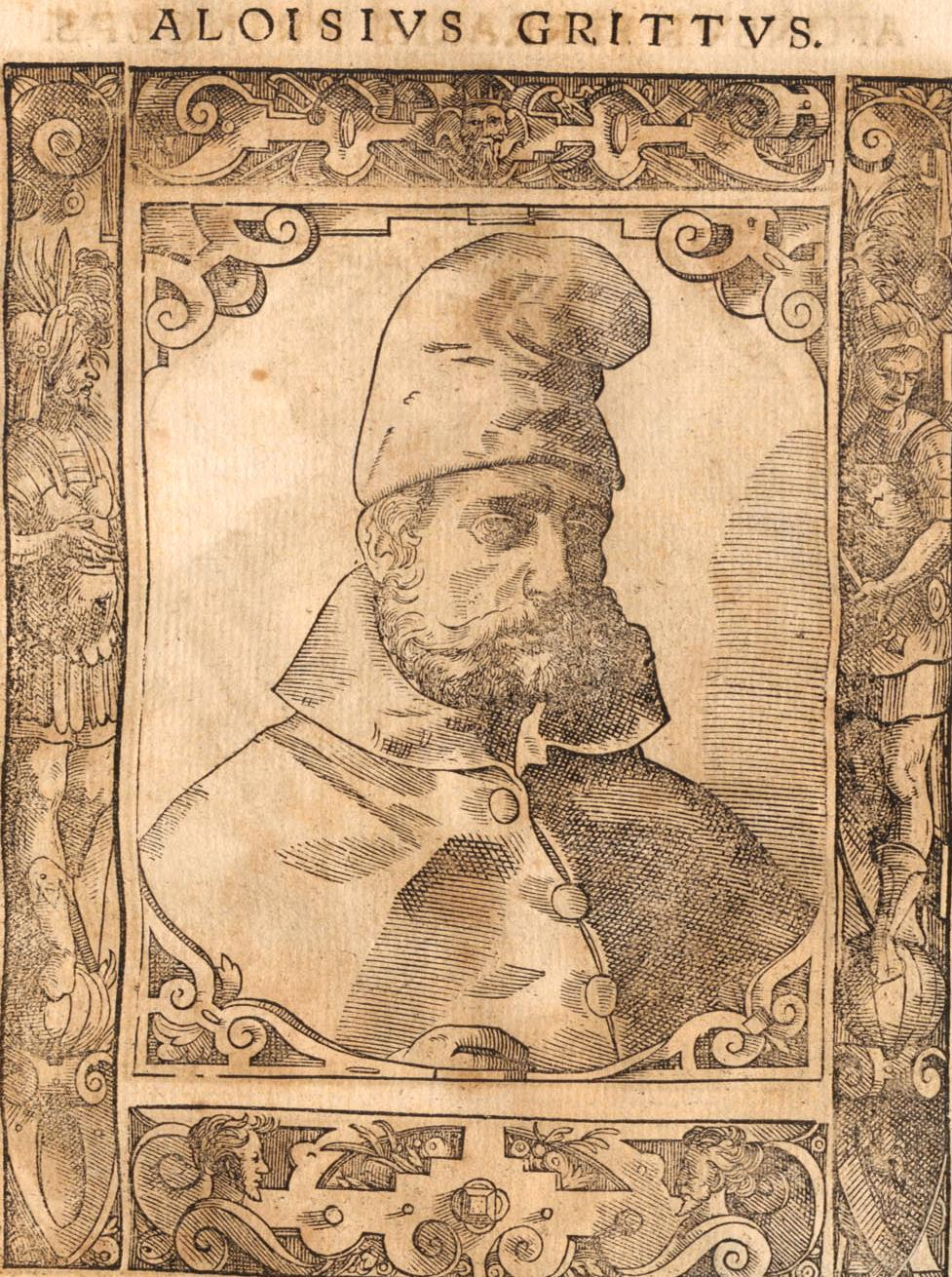
Lodovico Gritti, a pasa barátja, velencei ékszerkereskedő, később Magyarország kormányzója

Ekkoriban kötött szoros barátságot Lodovico Grittivel, egy olasz származású ékszerkereskedővel, a velencei dózse fiával. Neki volt köszönhető, hogy Gritti elnyerte Szulejmán kegyeit.
Ibrahim volt a fővezére annak a török seregnek, amelyik 1526. április 23-án Sztambulból Magyarország déli határa felé indult.
Ha Magyarországot meg lehetne menteni 3 forintból ebből a nagy veszedelemből – kesergett – aligha akadna 3 ember, aki azt a forintot ideadná. … Itt nincsenek kapitányok, itt nincs tanács, itt nincs pénz, itt nincsenek hajók… engedelmesség csak kevés van, az urak közül az egyik fél a másiktól, a király mindegyiktől, semmi előkészület, semmi rend, és ami talán még rosszabb, sokakból még a védekezés szándéka is kiveszett.
Bali bég hidat építtetett a Száva folyó fölött, Pargali Ibrahim pedig július 2. és 4. között a ruméliai haddal átkelt a Száván, majd ostrommal július 28-án elfoglalta Péterváradot.
Jelentős szerepet játszott a törökök Mohácsnál aratott győzelmében is. A csata után ezerötszáz nemest fejeztetett le ujjongó katonái előtt. A magyar sereg négyezer lovasa, tizenháromezer gyalogosa, ötszáz főnemese és hét püspöke esett el Mohácsnál, maga II. Lajos magyar király is.
Miután a Habsburgokkal is kitört a háború, Pargali Ibrahim igyekezett Velencét és a franciákat mozgósítani I. Ferdinánd osztrák főherceg és V. Károly német császár és spanyol király ellen (Spanyolország is részt vett a magyarországi harcokban). Részt vett a Bécs ellen indított kudarcba fulladt 1529. évi ostromban, majd Kőszeg ostrománál és a Szafavida Birodalom ellen indított újabb hadjáratban is.

## Hatása a korabeli oszmán bel- és külpolitikára
Pargali Ibrahim pasa tizenhárom éven át volt a szultán és az Oszmán Birodalom nagyvezíre, és ez idő alatt az oszmán történelemben egyedülállónak mondható hatalomra és befolyásra tett szert. Ezt elsősorban Szulejmán szultán feltétlen bizalmának, illetve korábban annak anyja, Ajse Hafsza szultána támogatásának köszönhette.
Szulejmán olyan kegyekben részesítette Ibrahimot, amivel a kortárs oszmán udvart többször ámulatba ejtette. A két barát gyakran evett és aludt egymás társaságában. Amikor nem találkoztak, megesett, hogy gyakori üzenetváltásokat folytattak kis cédulákon. Az is gyakran előfordult, hogy az uralkodó Ibrahim pasa palotájába hívta össze a katonai tanács ülését, a dívánt. 1524-ben Szulejmán személyesen is részt vett húga és kegyence esküvői szertartásán. Ibrahim ez idő alatt nagy tekintélyt szerzett és a kortárs európai megfigyelők és követek egyaránt úgy gondolták, hogy az 1520-as évek közepére ő lett a birodalom igazi ura.
Ez az európai követek és megfigyelők számára valóban így tűnhetett, ugyanis Szulejmán látványosan visszahúzódott a politikától, és formailag minden ügy intézését a pasára bízta, valójában egy jól megkomponált politikai színjáték volt.
Ibrahim határozott elképzelésekkel rendelkezett arról, hogyan emelje a kor többi birodalma fölé az oszmán birodalmat, valamint a szultáni pozíciót, az uralkodó tekintélyét. Terve, miszerint Szulejmánnak Nagy Sándoréhoz hasonló világuralomra kell törnie, a kor politikai körülményei szerint jogos igény volt. Arra törekedett, hogy a szultáni rangot olyan pompával és misztikummal vegye körül, amely kiemeli és meg is különbözteti a köznapi emberek világától, ezzel szakrális szférába helyezi mind a padisah alattvalói, mind az európai királyok szemében.
1525 körül a Topkapı palota átépítése is ezt a célt szolgálta. A munkálatok zömét 1528-ra végezték el, ennek eredménye pedig egy olyan épületkomplexum lett, amelynek minden egyes eleme meghatározott funkciót kapott a külpolitikai és a belföldi ünnepségeken, udvari ceremóniákon. Ibrahim ezen kívül sokat foglalkozott ékszerészettel is.
Ami a külpolitikát illeti, Pargali nagyvezíri kinevezése után a szultán diplomáciai szerepe teljes egészében megváltozott. Az európai és más országokból érkező követek csak kivételes alkalmakkor láthatták a szultánt, akinek fogadásai pár percnél tovább nem tartottak, és ezek is amolyan formális tárgyalások voltak. Azok érdemi részét Ibrahim pasa mint nagyvezír és a díván többi vezíre folytatta, Szulejmán pedig tőlük tájékozódott azok menetéről és eredményéről, majd természetesen vezírjei az ő utasításait követték. Mint Ibrahim minden más intézkedése, ez is azt a célt szolgálta, hogy a szultán az európai uralkodók számára is elérhetetlenné váljon.
Származása és saját politikai érdekei miatt Ibrahim jó viszonyt ápolt főleg a velencei és a francia követtel, többször előfordult, hogy előbbieknek megrendelést adott, legyen szó ékszerről vagy más külkereskedelmi portékáról.

## Gritti Alajos és Pargali Ibrahim
Gritti 1527-ben Konstantinápolyban a díván titkos tanácsosa és Pargali Ibrahim nagyvezír kegyeltje, barátja volt. Pera mellett, saját palotájában élt, sokan kedvelték, mert barátságos, bőkezű és közvetlen embernek ismerték meg. Szulejmán szultán Pargali révén kegyeibe fogadta, sőt egyszer meg is látogatta. Ettől kezdve ívelt fel politikai pályája.

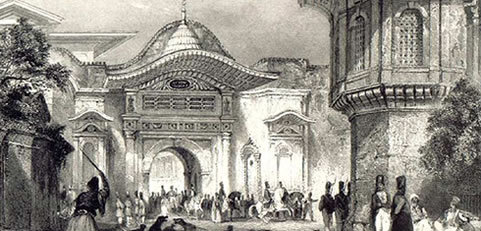
Pargali Ibrahim pasa nagyvezír és Gritti barátságot kötöttek, és ketten a török porta mindenható politikusaivá váltak

1529-ben a törökök hadjáratot indítottak az I. Ferdinánd magyar király kezén maradt területek ellen, és a Duna mentén észak felé haladva rövid ostrom után elfoglalták Budát, amit aztán átadtak I. János magyar királynak. Innen a török csapatok Bécs ellen vonultak, amelynek ostroma sikertelen volt. Ekkor, a hadjárat során jött először Magyarországra már török szolgálatban Gritti Alajos, és hamarosan elnyerte János király bizalmát. Gritti, aki Ibrahim nagyvezír kegyence volt, a magyarországi főhatalomra is szemet vetett.
Közeledni próbált a Habsburgokhoz, ezért Szapolyai János magyar király ellene fordult, és Medgyes várában megölette a velencei dózse fiát, a szultán által Magyarország kormányzójává tett kegyencet, Ibrahim pasa barátját. Pargali Ibrahim, aki az esemény bekövetkeztekor éppen Perzsiában volt, haraggal fogadta kegyence és barátja halálát, és elhatározta, hogy Szapolyait félreállítja az útból. Igyekezett Szulejmánt meggyőzni, hogy a Szapolyaival való szövetség sokkal több kárt jelent számukra, mint hasznot. Szulejmán azonban nem engedett Pargalinak, mert tudta, hogy Gritti több ízben is kémjelentéseket küldött apjának, a velencei dózsénak Konstantinápolyból, és hírét vette, hogy Ferdinánddal is kapcsolatba lépett, ezért, mivel érdeke is úgy kívánta, megbocsátott Gritti megöléséért Szapolyainak. János király követsége útján biztosította a szultánt arról, hogy ő ártatlan Gritti megöletésében. A haragvó szultánt környezete is csitította és Fráter György engesztelő politikája is segítette a Gritti-ügy elcsendesedését.
1532-ben Pargali Ibrahim volt Jurisics Miklós ellenfele Kőszeg ostrománál.
A szafavida állam belső széthúzását és az üzbégek támogatását kihasználva Szulejmán újra támadást indított a perzsák ellen. A második perzsa–oszmán háború 1533-ban vette kezdetét, az oszmán seregek élén ezúttal is Pargali Ibrahim állt.
Vezetésével Azerbajdzsán és Georgia mellett a fővárost, Tebrizt is elfoglalták. 1534-ben tovább folytatódtak a hódítások, ennek következtében Bagdad (Irak) és a síita kegyhelyek (Nedzsef, Kerbela) is oszmán kézre kerültek.
A háború 1535-ben ért véget, a hódítások közül azonban csak a Mezopotámia területén találhatók voltak maradandóak, Tebrizből és a Kaukázusból az ottani szafavida ellenállás miatt ki kellett vonulniuk.

## Halála

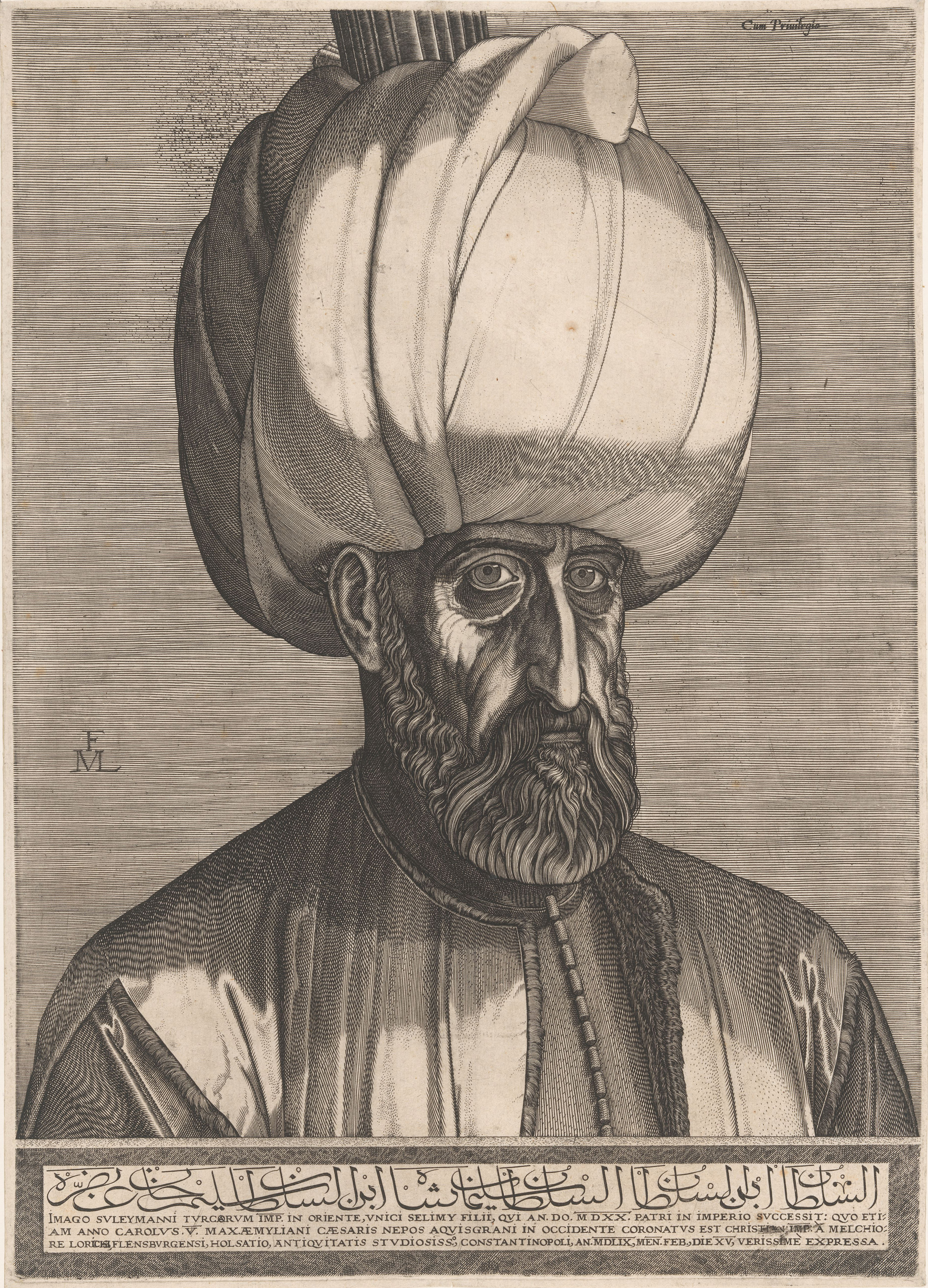
I. Szulejmán szultán, középkori metszet

A mohácsi csata és Buda bevétele után Szulejmántól az ott zsákmányolt mitológiai tárgyú szobrokat kapta ajándékba, azonban az Oszmán Birodalomban ezt nem mindenki nézte jó szemmel, hiszen a muszlim vallás szerint ezeket bálványoknak tekintették.
1532-ben a híres költő, Figanî így írt erről:
Erre a világra két Ibrahim született, egy ki bálványokat épít és egy, ki bálványokat dönt le.
 Mikor Pargali erről tudomást szerzett, kivégeztette a költőt.
1533-ban a bécsi követnek a saját befolyásával és hatalmával kérkedett.
Ezt a nagy birodalmat én irányítom, bármit tegyek is az úgy lészen, mert minden hatalom az én kezemben vagyon. Én adományozom a tisztségeket, az elájeteket én osztom ki, amit megadok az megadatik, amit elutasítok az elutasíttatik. Ha a nagy padisah ajándékozni akar valamit, vagy már ajándékozott is, ha én azt jóvá nem hagyom, meg nem történtté nyilváníttatik. Mert minden: háború és béke, vagyon, hatalom az én kezemben van.
1535-ben véget érő második oszmán–perzsa háború utolsó évében Iszkender Cselebit, a defterdárt (azaz kincstárnokot) szintén kivégeztette.

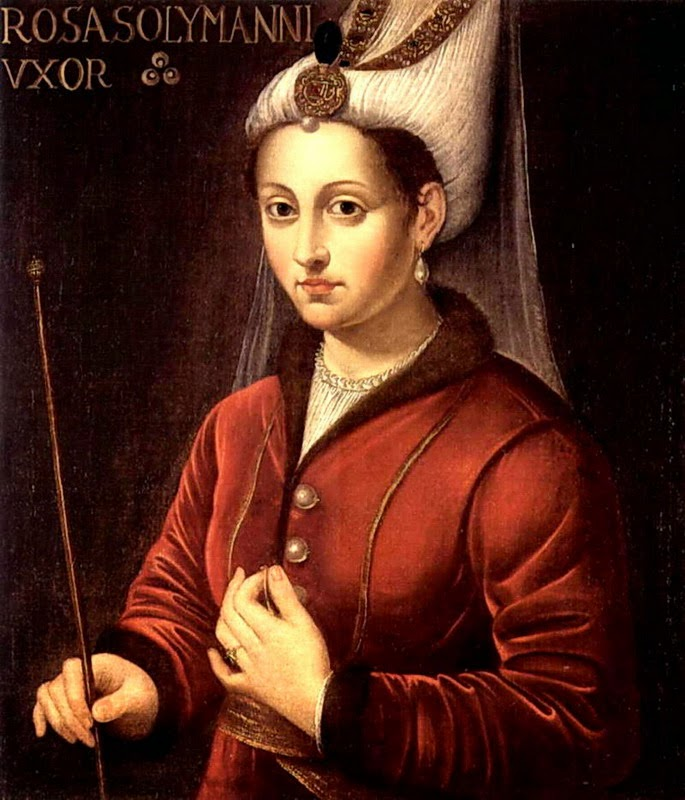
Hürrem szultána, I. Szulejmán szultán felesége

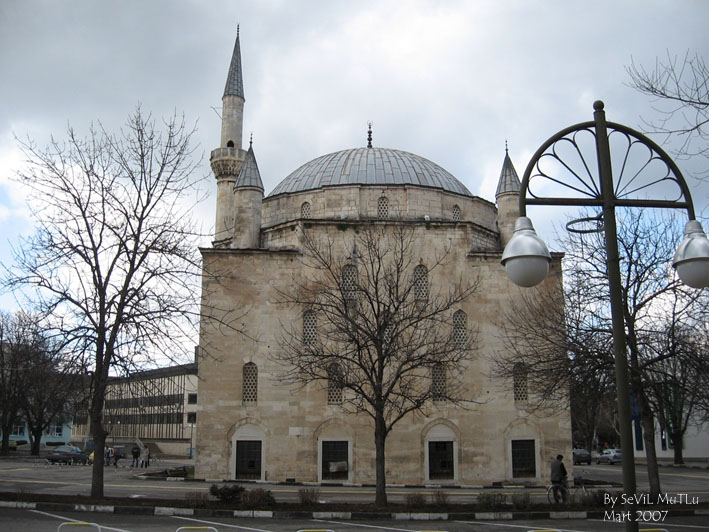
A Maktul Ibrahim pasa mecset Razgradban, Bulgária

A szultán Ruténiából származó felesége, Hürrem szultána, aki azt is elérte, hogy Szulejmán – felrúgva egy több száz éves szokásjogot – hivatalos házassági szertartás keretében hitveséül vegye, arra is rábírta, hogy távolítsa el a felső vezetésből Pargali Ibrahim nagyvezírt. Ezzel akarta biztosítani, hogy fiai közül kerüljön ki a későbbi uralkodó, Ibrahim ugyanis inkább Musztafát, a szultán első ágyasától, Mahidevran hatuntól született gyermekét támogatta. 
Szulejmán azonban korábban már esküt tett Ibrahimnak, hogy nem kell kivégzéstől tartania. Egy fetva lehetővé tette számára, hogy esküjét visszavonja, miszerint a szultán nem felelős azért, ha Ibrahimot akkor ölik meg, amikor a szultán alszik. De még mielőtt eltávolította volna a pasát, gyerekkori barátját, hét alkalommal is együtt vacsorázott vele, hogy így adjon neki esélyt és időt a birodalom elhagyására. Később Ibrahim leveleiből kiderült, hogy teljességgel tisztában volt a helyzettel, azonban ennek ellenére is úgy döntött, hogy uralkodója mellett marad. Szulejmán végül elszánta magát a kivégzés mellett, a nagyvezírt a Topkapı palotába hívatta, ahol Pargali Ibrahim megkapta a selyemzsinórt, majd a hagyományos oszmán módon, a szultáni kivégzési parancsot végrehajtó főkapuőr, a kapudzsi basi vezetésével a hóhérok kivégezték.

## Halála után
Oszmán történészek szerint Pargali halála után a Birodalom hanyatlásának indult, mind hadi, mind pedig diplomáciai téren. Halála közrejátszott a franciákkal való diplomáciai kapcsolat gyengülésében, ugyanis annak feltételeit kivégzése előtt még nem újították meg. A nagyvezíri poszton őt követő Ajasz Mehmed pasa 1537-ben Korfu szigetének ostrománál csúfos kudarcot vallott.

Mehmet Sürreya Sicil-i Osmani című műve szerint:
Intelligens, nagyvonalú államférfi volt, akinek rossz lépései okozták halálát.

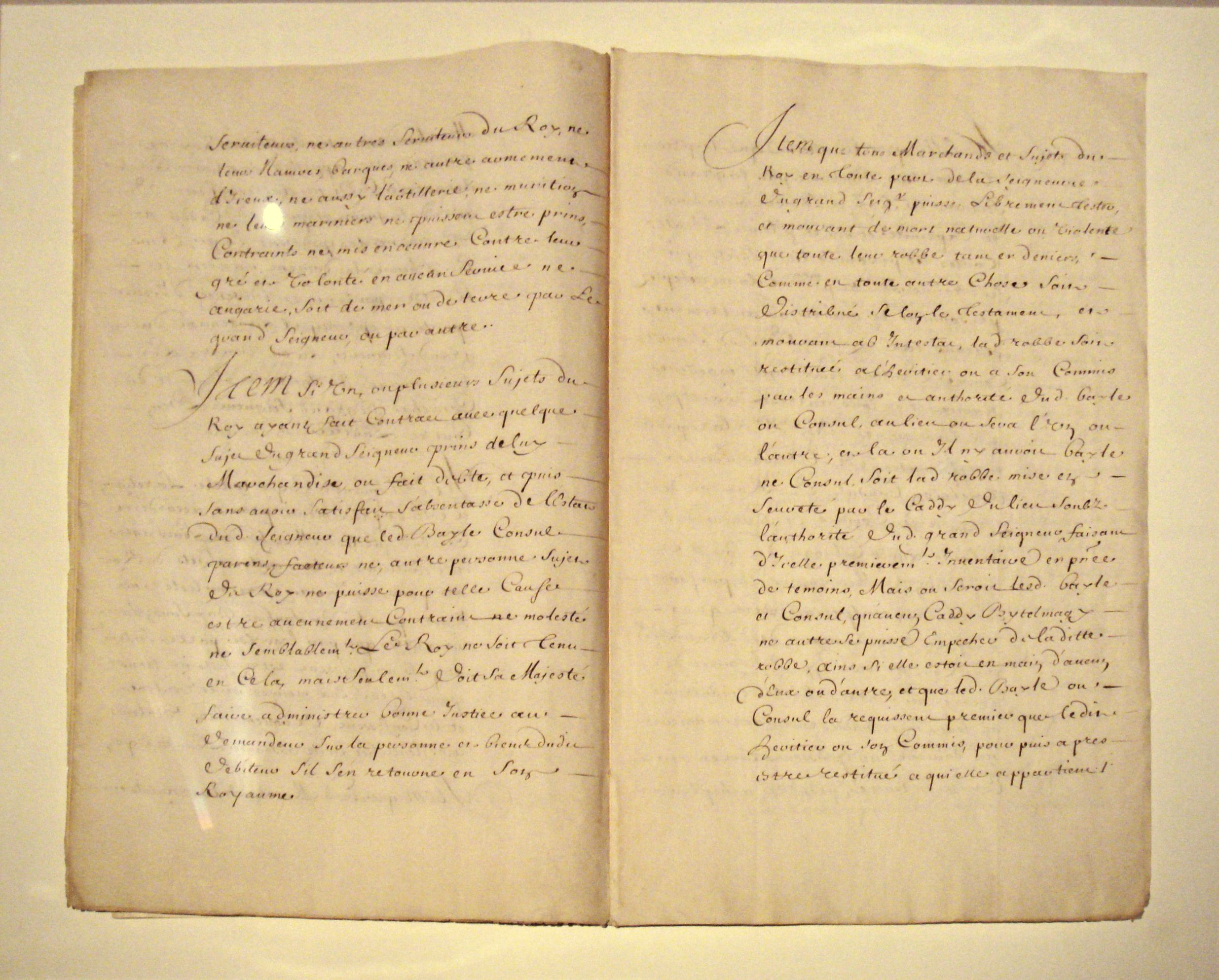
A Jean de La Forêt francia nagykövet és Ibrahim pasa közti egyiptomi megállapodás tervezete 1536-ban

Gyermekeinek, Hanim szultánának és Fülane szultánának sorsáról nincs egyértelmű történelmi megállapítás. A korabeli szokásjog szerint a kegyvesztett méltóságok gyermekeit is kivégezték, apjukhoz hasonlóan, azonban nem tudni pontosan, hogy Szulejmán megkímélte-e Ibrahim gyermekeit.
Halála után és azóta is számos feltételezés és kétely veszi körül személyét. Léteznek olyan vélemények, hogy Szulejmán és Ibrahim között testi kapcsolat is volt, annak ellenére, hogy a muszlim vallás élesen elutasítja a homoszexualitást, és ezt több száz évvel ezelőtt, a 16. századi Oszmán Birodalomban még szigorúbban ítélték meg. Szulejmánnal kapcsolatban fiával, II. Szelimmel ellentétben, aki mind az oszmán törvényeket, mind pedig az erkölcsöt is semmibe vette, nem maradt fenn olyan hiteles történelmi bizonyíték, amely ezt a feltételezést alátámasztaná.

## Emlékezete
Az irodalom bőkezű mecénása volt, egykori palotája ma múzeum. Tizenhárom éven át tartó nagyvezírsége alatt rengeteg pénzt áldozott mecsetek, fürdők, iskolák és szökőkutak építésére. Ezek közül ma Isztambulban, Mekkában, Szalonikiben és a bolgár Razgradban állíttatott mecsetek viselik a nevét. Utóbbiban, a ma már modern város közepén található a négytornyos Ibrahim pasa-dzsámi, amelyet a 16. században emeltek, és amely ma üresen tátongva állít emléket az egykor Bulgáriában élt népes muszlim népességnek.
Pargali Ibrahim pasa palotája 1524-ben, a Konstantinápolyi Hippodrom téren épült, a Kék Mecset közelében. Szulejmán szultán afféle nászajándékként adományozta kegyencének, annak Hatidzse húgával való esküvőjére. A palota sok eseménynek adott otthont, így például esküvőket, ünnepségeket és rendezvényeket is tartottak itt. Miután 1536. március 15-én a nagyvezírt kivégezték, a palota más nagyvezírek lakhelyeként szolgált tovább. Használták még mint katonai szálláshelyet, de működött nagykövetségként, az adóhatóság székhelyeként, börtönként és alkalomadtán helyt kapott benne katonai zenekar és varroda is.
1536 után már a nagykövetek állandó szálláshelye, de megszálltak itt a Topkapi hivatalnokai, majd a birodalom első nyugati mintájú börtöneként funkcionált. Az idő múlásával az épület állapota leromlott, elhanyagolttá vált, ezért le akarták bontani, végül – miután majd tizenkét évig harcolt a megmentéséért – Sedat Cetintas építész újította fel. A palota a köztársaság megalakulása óta Török és Iszlám Történeti Múzeumként üzemel, ma már inkább ezen a néven ismert az idelátogató turisták előtt, akik az itt kiállított szőnyegekben, kerámiákban, ötvösmunkákban, kaftánokban és drágakövekben, valamint a tekintélyes könyvgyűjteményben gyönyörködhetnek. Leghíresebb műtárgya a 16. századból fennmaradt Korán-gyűjtemény, amelyet perzsa, török és ujgur nyelvre is lefordítottak.
Az épületegyüttes másik részében a Néprajzi Múzeum található, itt a hagyományos, 18–19. századbeli török életformát bemutató sátrakat, oszmán házakat, törökfürdőket és textíliákat állítottak ki.

## A populáris kultúrában
Louis Gardel francia író L’Aurore des bien-aimés címmel regényt írt az életéről, amely török nyelven Sevenlerin Şafağı címmel jelent meg. Ülkü Cahit török író a kor nagyjairól trilógiát írt, melynek első kötete Hürrem szultána és Ibrahim pasa hasonló életútját és politikai karrierjét tárgyalja.
A Törökországban 2003-ban vetített Hürrem televíziós sorozatban is feltűnik az alakja. A Szulejmán (Muhteşem Yüzyıl) tévésorozatban Okan Yalabık török színész alakította szerepét.